# Vilayet de Bassora
1875–1918
Entités précédentes :
- Vilayet de Bagdad (Empire ottoman)

Entités suivantes :
- Mandat britannique de Mésopotamie
- Émirat de Najd
- Émirat de Koweït
- Émirat de Qatar

Le vilayet de Bassora (ولاية بصره, Vilâyet-i Basra en turc ottoman) est un vilayet (province) de l'Empire ottoman qui a existé de 1875 à 1918. Il s'étendait de la frontière de l'Empire perse jusqu'au golfe Persique et au désert d'Arabie. Sa capitale était Bassorah.

## Histoire

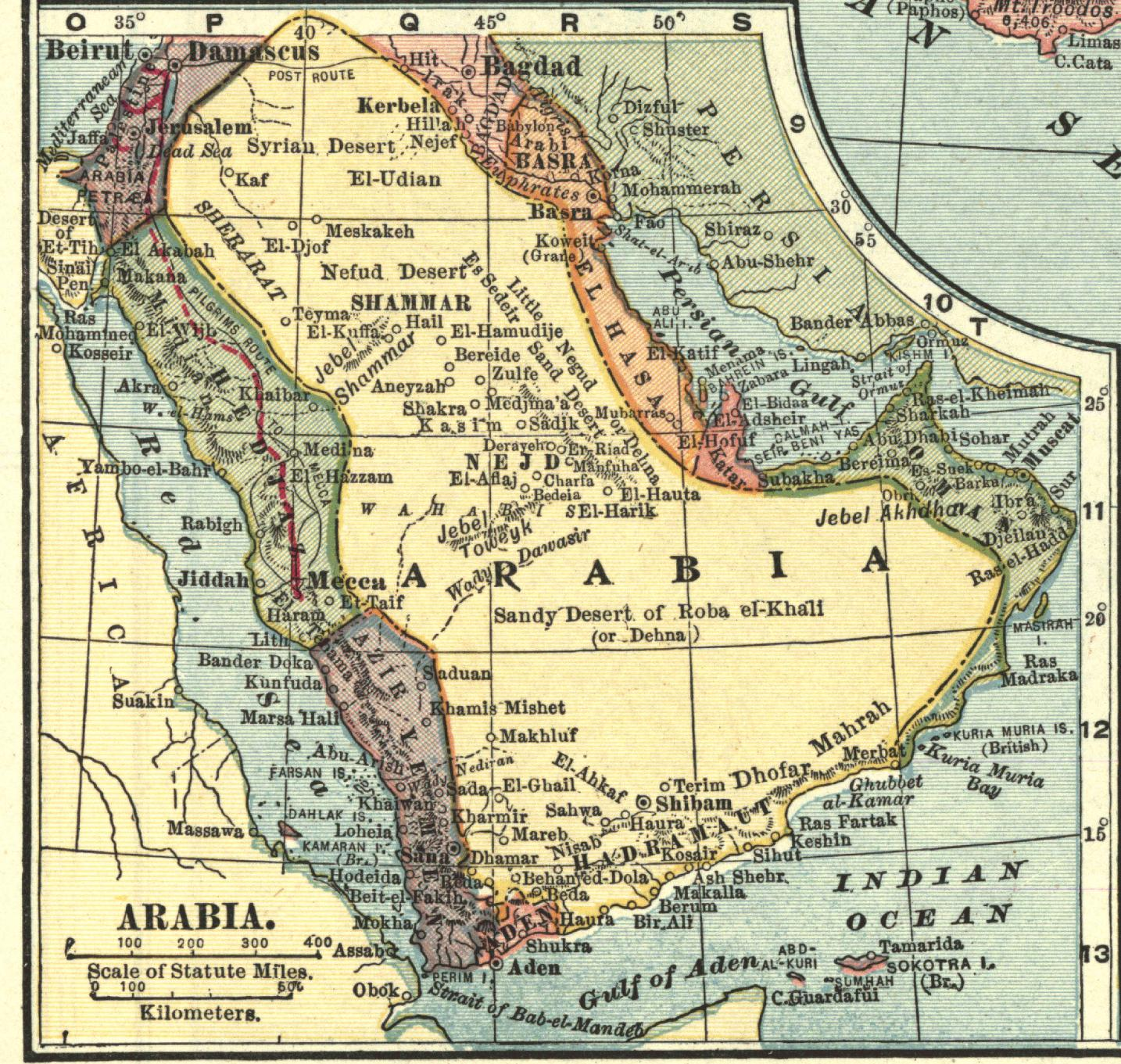
Vilayet de Bassorah en 1909 (orange)

Le vilayet de Bassora est créé en 1875 par subdivision du vilayet de Bagdad. Il est supprimé en 1880 puis recréé en 1884. Il comprend alors les émirats côtiers de Koweït, Hasa, Qatif et Qatar ainsi que la région intérieure du Najd. Bassora, siège du gouverneur, abrite une petite garnison de 400 à 500 hommes et sert de base à la marine ottomane sur le golfe.
La pêche à la perle et au nacre, une des activités traditionnelles du golfe Persique, connaît un grand essor à partir de 1880, lié aux crises environnementales qui touchent les pêcheries de Ceylan et de la mer Rouge. Les maisons de commerce britanniques renforcent leur présence dans la région du golfe. En 1899, la firme allemande Wonckhaus de Hambourg s'implante à Lengeh sur la côte d'Iran, puis à Bassora, Bouchehr et Bahreïn. L'Allemagne cherche à établir des liens directs avec les cheikhs du golfe, traduction d'une politique orientale qui se manifeste au même moment par la construction du chemin de fer Berlin-Bagdad. En 1912, un homme d'affaires indien, Muhammad bin Abdul Wahhab, tente d'ouvrir une exploitation moderne avec des scaphandres mais l'entreprise, sans soutien britannique, s'avère peu rentable.
En 1899, l'émirat de Koweït se place sous le protectorat britannique tout en restant, en théorie, un caza de l'Empire ottoman.
En 1903, Bassora est choisie comme future destination du chemin de fer de Constantinople à Bagdad mais, en raison des retards du chantier, la ligne atteint seulement Bagdad lorsque commence la Première Guerre mondiale en Orient.
En 1913, Ibn Saoud, émir de Najd, s'empare de Hasa tout en se faisant reconnaître comme wali (gouverneur) par l'Empire ottoman.
La région est le théâtre de violents combats pendant la campagne de Mésopotamie. Les forces indo-britanniques s'emparent de Bassora en novembre 1914 mais subissent une sévère défaite au siège de Kut-el-Amara (décembre 1915-avril 1916), les forces germano-ottomanes du général Colmar von der Goltz ayant obtenu le concours des tribus arabes et kurdes de la région. L'occupation britannique dans le sud de l'Irak permet toutefois la modernisation du port de Bassora et la construction d'un réseau ferroviaire local qui s'étendra vers le nord après la prise de Bagdad en mars 1917.
Après le traité de Sèvres (10 août 1920), la région est transférée au mandat britannique de Mésopotamie.

## Subdivisions

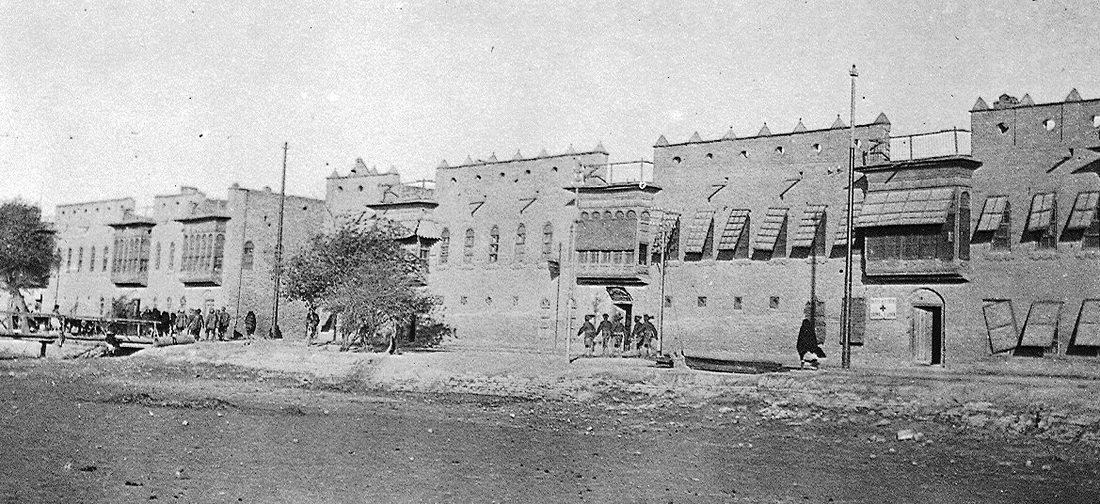
La ville d'Al-Amara en 1916

Le vilayet est divisé en cinq sandjaks :
- Sandjak de Bassora
- Sandjak d'Al-Amara
- Sandjak de Diwaniya
- Sandjak de Muntafiq (Nassiriya)
- Sandjak de Najd